# Bath & Body Works
Bath & Body Works, Inc. (NYSE: BBWI) er en amerikansk detailhandelskoncern, der er baseret i Columbus, Ohio. De ejer butikskæden "Bath & Body Works", der har ca. 1.900 butikker i USA, som sælger sæbe, deodorant, creme, osv. samt stearinlys. I 2021 havde de en omsætning på 12 mia. $.